# Apseudes propinquus
Apseudes propinquus är en kräftdjursart som beskrevs av H. Richardson 1902. Apseudes propinquus ingår i släktet Apseudes och familjen Apseudidae. Inga underarter finns listade i Catalogue of Life.